# Francisco Lucas Caballero
Francisco Lucas Cavallero, nasceu no dia 17 de outubro de 1661, Villamuera de la Cueza, um pequeno povoado situado a 42 km a oeste da cidade de Palência, na Comunidade Autônoma de Castela e Leão, Espanha.

## Biografia
Filho de Manuel Caballero e Ana de Castro, foi batizado em 21 de março de 1663, na paróquia de Santa María de Alaejos, pelo padre Francisco Berdote, seus padrinhos foram o padre Gil Fernandes e María García.
Quando era criança, passou os primeiros de sua infância na casa de um tio que era padre, de costumes exemplares. Quando seu tio faleceu, foi viver com outro tio que era padre, mas de costumes questionáveis.
Fez seus primeiros estudos no Colégio São Ambrósio, uma instituição administrada pelos jesuítas em Valladolid.
No dia 13 de março de  1678, ingressou no noviciado jesuítico de Villagarcía de Campos.
No dia 02 de janeiro 1680, saiu do Colégio Jesuíta de Pamplona em direção à Sevilha, onde chegou no dia 20 de janeiro.
No dia 18 de setembro de 1680, partiu de Sevilha, em direção à América do Sul.
No dia 25 de fevereiro de 1681, chegou à Buenos Aires e foi enviado à (Córdoba), onde estudou por sete anos.
Em dezembro de 1688, foi ordenado em Buenos Aires, pelo bispo Antônio de Azcona Imberto.
Em 1691, foi enviado para o sul da Argentina para fundar uma redução entre os nativos da etnia pampas, juntamente com Diego Fermín Calatayud.
A redução deveria abrigar nativos liderados pelo cacique Ignácio Muturo em terras obtidas por intermediação do Governador Tomás Félix de Argandoña, em uma localidade denominada como Espinillo, entre Punta del Sauce e Concepción del Río Cuarto, nas margens do Rio Cuarto, a 14 léguas de Concepción del Río Cuarto.
No dia 6 de setembro de 1691, os jesuítas chegaram nas proximidades do local onde deveria ser fundada a redução. Entretanto, os nativos tinham mudado de ideia e não queriam mais integrar a redução. Nesse contexto, os jesuítas fizeram diversos esforços, até que, seis meses depois, conseguiram agrupar 600 nativos na "Redução de São Francisco de Assis de Índios Pampas do Rio Quarto".
Entretanto, a redução não durou muito, parte dos nativos resistiram à evangelização e começaram a surgir disputas que inviabilizaram a continuidade do projeto. Nesse contexto, no dia 4 de agosto de 1692, Lucas Cavallero abandonou Espinillo.
Foi enviado para atuar nas reduções vinculadas ao Colégio Jesuíta de Tarija (Bolívia), onde faria seu quarto voto em 10 de julho 1695. Em um primeiro momento foi enviado para atuar, juntamente com o Padre Felipe Suárez na redução de "Nuestra Señora de la Presentación", que agrupava chiriguanos, substituindo o Padre José Arce, onde atuou entre 1692 e 1695. 
Em 1695, foi enviado para a redução de "Nuestra Señora del Guapay", que também agrupava chiriguanos e foi destruída por ataques de nativos hostis em 1696.
Em 1696, foi enviado para a Redução de "San Francisco Javier", que agrupava chiquitos, onde permaneceu até 1702.
Em 1699, deslocou a Redução de "San Francisco Javier", 18 léguas para o norte, para distanciar-se das incursões de encomienderos oriundos de Santa Cruz de la Sierra.
Naquela redução, também atuavam os padres Felipe Suárez e os jovens jesuítas Patrício Fernández, Dionísio de Ávila e Miguel Yegros; e, posteriormente, José de la Mata.
Em 1701, foi nomeado como "confessor e consultor" das missões que tinham como base o Colégio Jesuíta em Tarija.
A partir de 1704, passou a atuar principalmente para evangelizar manasicas, que habitavam nas margens do Rio Mamoré, essa atuação tinha a Redução de "San Francisco Javier" como ponto de apoio.
A primeira expedição, ocorreu em 1704, após a visita de José Pablo de Castañeda (Visitador). Essa primeira expedição teve como principal objetivo, fazer contatos com os purasis, mas também foi útil para fazer contato com outros povos, como os aruporés, os manasicas, os yurucarés, os zoucas, os sosiacas, os yiritucas, os zaacas, os zibacas e os tapacuras.
Na expedição de 1706, fez contatos com zibacas, moposicas e quiviquicas. Durante essa expedição zibacas e yiritucas, tentaram matá-lo juntamente com o Padre Felipe Suárez.
No dia 17 de julho de 1706, entregou aos seus superiores, um estudo sobre os manasicas, denominado como: "Notisia y brebe relación de la Nasión de los Manasicas", na qual, além de descrever aspectos da vida daquele povo, criticou as ações dos encomendeiros.
No dia 24 de janeiro de 1708, entregou aos superiores, outro estudo, denominado como: "Diario y cuarta relación de la cuarta misión hecha en la nación de los manasicas y en la nación de los paunacas, año de 1707. Con la noticia de los pueblos de las dos naciones, y se da de paso noticia de dichas naciones", que era dividido em duas partes, denominadas como:
- "la calidad de las tierras, número de los pueblos y naciones vecinas a la nación de los manasicas" e;
- "los sucesos más particulares que ha obrado Dios nuestro Señor".

Foi assassinado no dia 18 de setembro de 1711, por puizocas (também conhecidos como pisocas) .